# 锡林浩特机场
锡林浩特机场是一个位于中国内蒙古自治区锡林郭勒盟锡林浩特市的民航机场。目前总占地约181.45公顷，包括场区内178.01公顷，场区外3.44公顷。距市中心约15公里，由内蒙古锡林浩特市民航机场有限责任公司进行经营管理工作。

## 历史
- 锡林浩特机场始建于1958年8月，同年10月1日正式开航，为土质跑道[2]。
- 1992年7月迁建到锡林浩特市西南9.5千米处现址，飞行区等级为3C。跑道长1800m，宽36m，站坪面积6000㎡，可起降BAE-146以下的中小机型。候机楼建筑面积2268㎡,外观呈蒙古包式穹庐型。
- 2001年7月，锡林浩特机场飞行区进行第一次扩建，并于2002年7月交付使用。扩建完成后，飞行区等级为4C。跑道延长加宽至2500×45m，站坪面积扩建至181×100m，站坪机位数为4C，可起降B737-300以下机型。
- 2006年8月，锡林浩特机场航站楼扩建工程开工建设，于2009年8月投入使用。新建航站楼建筑面积为5847㎡，一层建筑面为4147㎡，夹层建设面积为1700㎡；停车场面积5000㎡；动力中心工程为单层建筑，建筑面积为425㎡；场道及绿化工程面积为21142㎡，总占地面积为25677㎡。
- 2008年5月，锡林浩特机场飞行区进行第二次扩建，并于2008年12月交付使用。扩建完成后，飞行区等级为4C，但在飞行区平面尺寸上考虑了D类飞机的使用，可满足B737-700/800/900及D类飞机的使用。跑道延长至2800m，并对原跑道进行混凝土盖被；原站坪进行混凝土盖被，并向南延长180.5m、宽120m，站坪机位数6C1D；同时对机场围界、巡场路、二路供电等进行改造。
- 2008年10月20日对锡林浩特机场进行了校飞。2008年11月12日进行了行业验收及B767-300机型试飞。
- 2019年12月9日，锡林浩特机场航站楼升级改造项目的初步设计正式获得锡林郭勒盟发改委批复，争取地方财政拨款1607.45万元总投资额，工程建设期限为2019年12月至2020年6月。[3]
- 2020年4月2日-4月3日中国商飞试飞中心党委副书记党春山一行赴锡林浩特机场，开展国产C919型飞机地面侧风试验实地调研及业务对接工作，锡林浩特机场被中国商飞选定为C919机型“地面侧风”的试验机场。[4]
- 2020年4月23日，中国商飞第二架C919（B-001C）转场计划在锡林浩特机场展开，5时50分由东营机场起飞，7时40分平稳降落锡林浩特机场，开展为期约1个月的“地面侧风”等试飞工作。[5]
- 2020年5月24日，中国商飞第二架C919（B-001C）完成在锡林浩特机场的测试任务，转场鄂尔多斯伊金霍洛国际机场。该机在锡林浩特机场测试期间完成所有侧风试验点76个，涉及发动机、APU、空调共3个系统，包括发动机进气兼容性、APU进气系统等6个MOC5试验。[6]

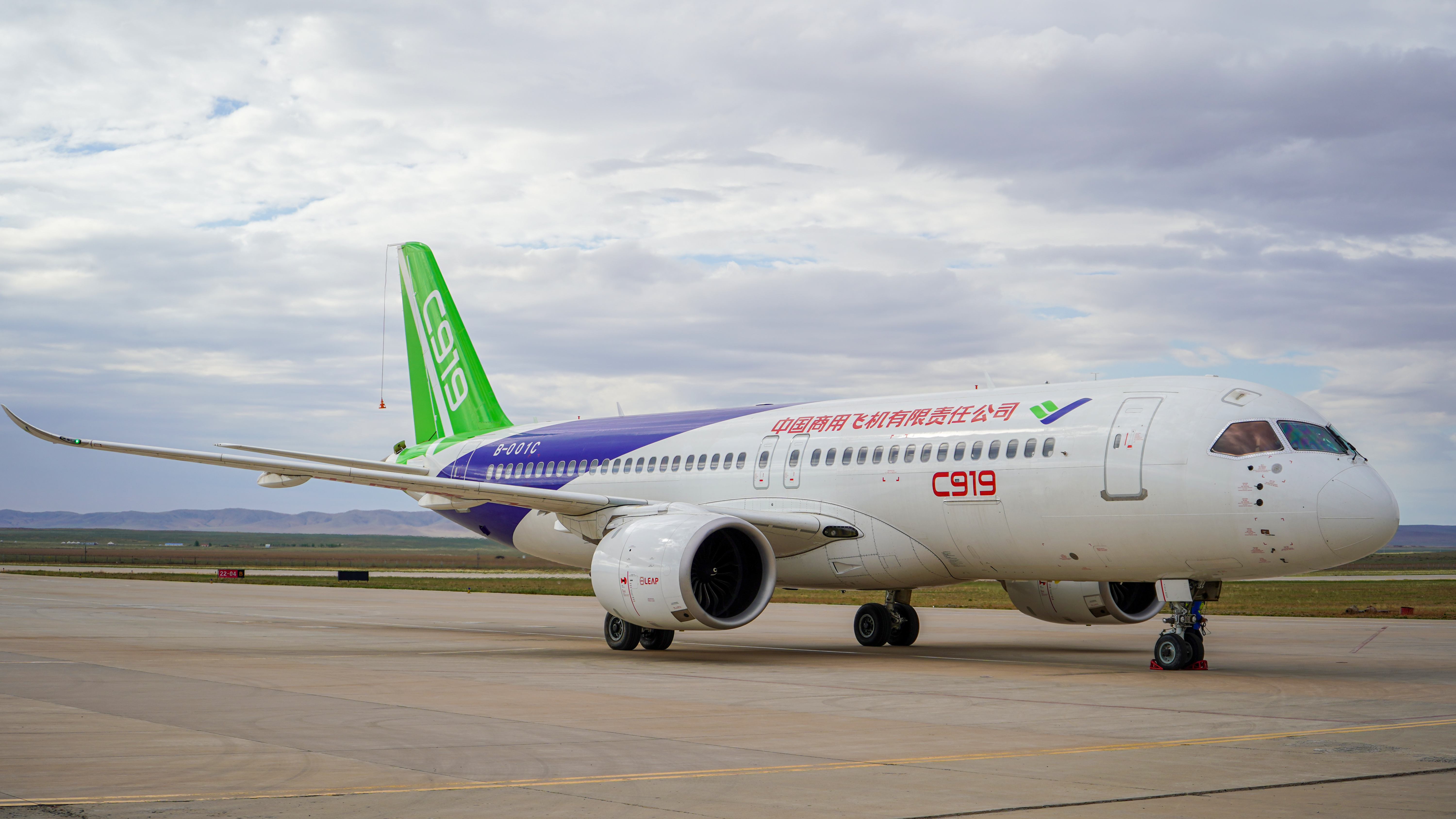
中国商飞C919（B-001C）在锡林浩特机场测试

- 2020年7月10日7时47分，中国国际航空公司全新引进的ARJ21-700新型涡扇支线客机执飞的CA1109航班从北京首都国际机场飞抵锡林浩特机场，成功完成首航任务，正式投入航线运营。[7]

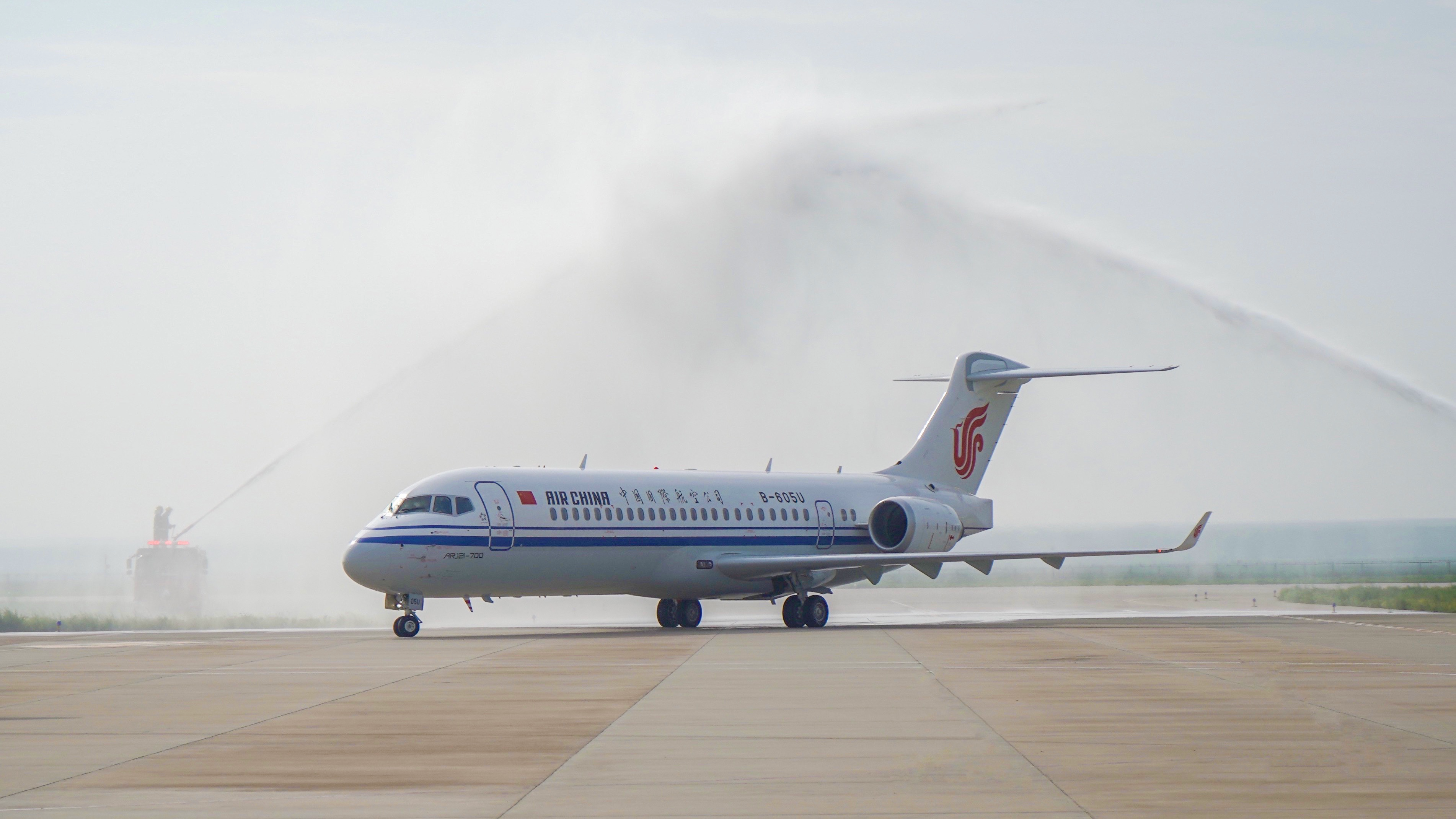
中国国际航空首架ARJ21-700（B-605U）首航锡林浩特

- 2020年11月12日，中国商飞第二架C919（B-001C）由敦煌莫高国际机场转场锡林浩特机场进行下一阶段的测试，这也是该机时隔约7个月后再次前往锡林浩特机场进行测试。
- 2023年8月16日，内蒙古自治区发改委以内发改铁航字（2023）1055号文件批复了锡林浩特机场改扩建二期工程可行性研究报告。二期工程总投资3.9亿元，主要建设内容为：T3国内航站楼、航管楼、塔台及相关配套设施。[8]
- 2023年12月29日，锡林浩特机场年旅客吞吐量突破100万人次，为该机场通航65年来首次并成为内蒙古自治区第七家百万级机场。[9]

## 机场设施

### 跑道
目前机场飞行区等级为4C级。拥有一条混凝土跑道，跑道方向是04/22，全长2800米。

### 航站楼
机场原航站航管综合楼建设于1992年，为三个直径不同、相互连接的仿蒙古建筑，分别为航站楼业务大厅、候机厅、航管用房、总建筑面为2268㎡。目前，原航站航管综合楼一部分作航管用房，其余部分为货运用房使用。
机场现状航站楼位于原航站航管综合楼南侧，于2009年8月投入使用，航站楼建筑面积为5847㎡，主体为钢筋混凝土框架结构，屋面选用大跨度钢衍架。该航站楼为一层半前列式，全部为国内航班服务。航站楼一层为到达层及远机位出发层，二层为近机位出发层。

## 机场交通

### 公路连接
- 北进场路：连接S307省道

### 机场巴士
- 站点信息（仅供参考）：锡林浩特机场→盟行政中心→文化活动中心→世纪嘉园→安顺运输公司→老凤祥珠宝城→六桂福珠宝→民盛购物中心（草原公园）→香榭丽舍/汽车站→华夏人寿→白马饭店→元和建国饭店

### 货运

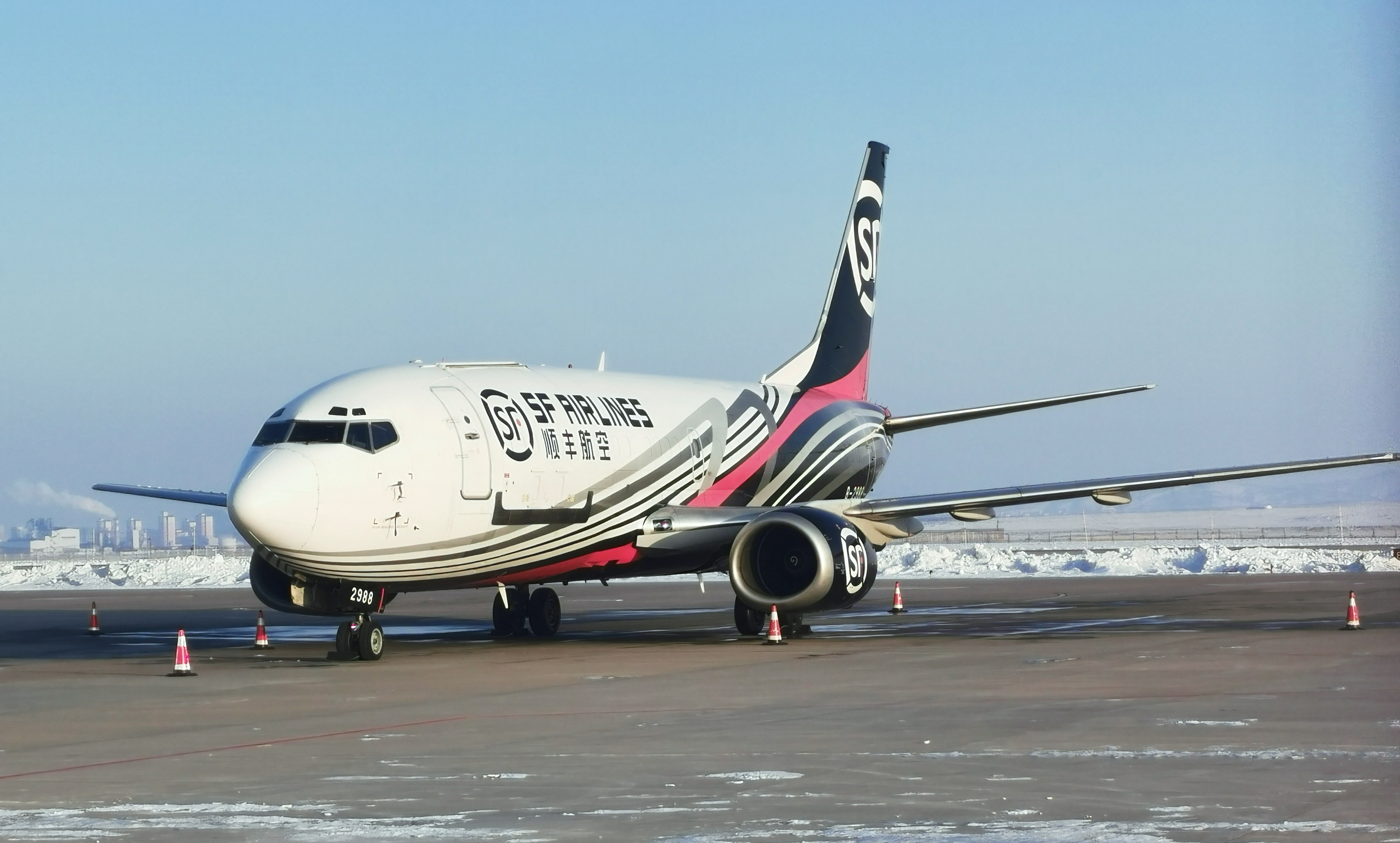
顺丰航空B737-300F（B-2988）于锡林浩特机场

## 航空公司及航点

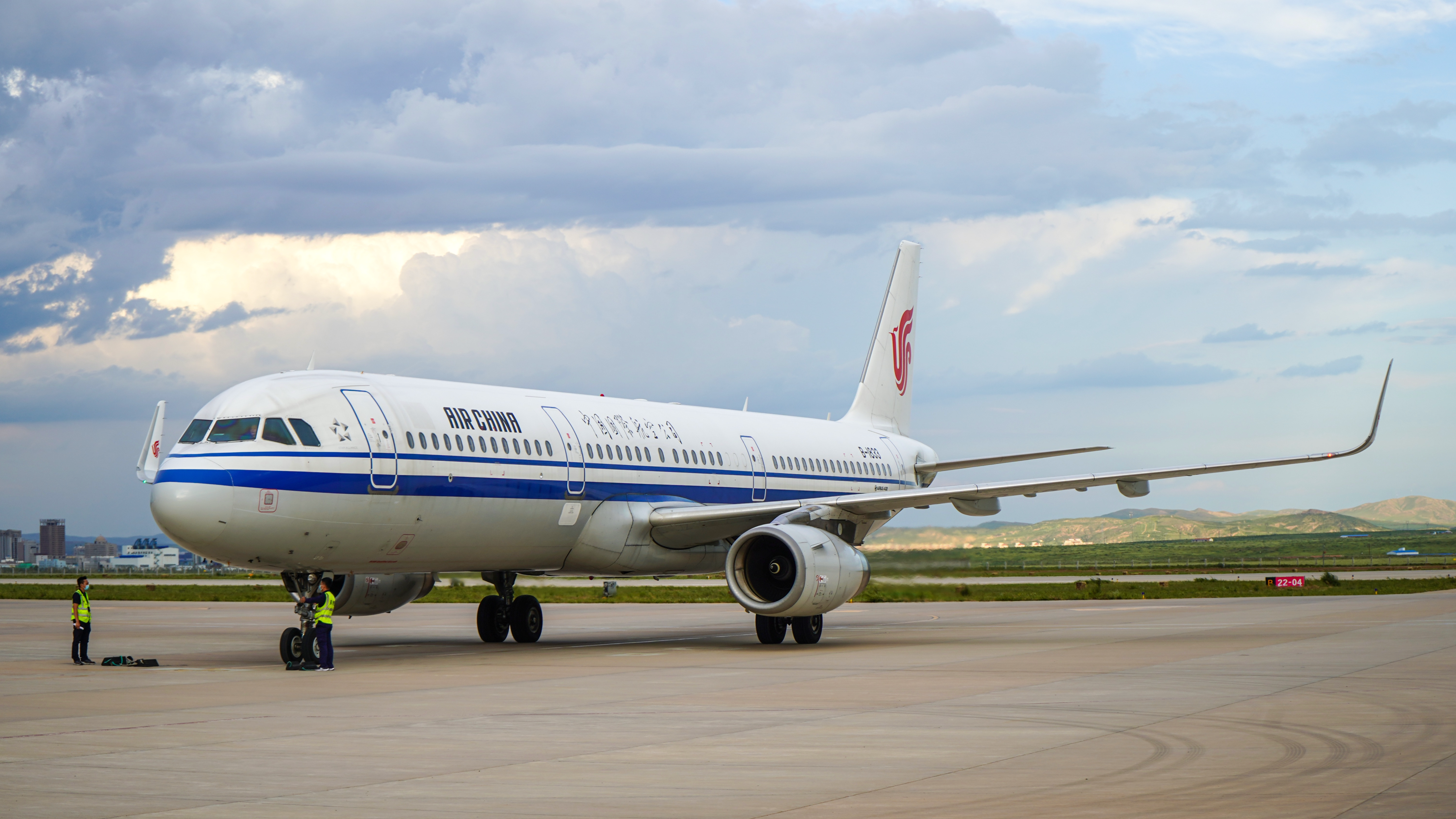
中国国际航空A321-200（B-1833）于锡林浩特机场

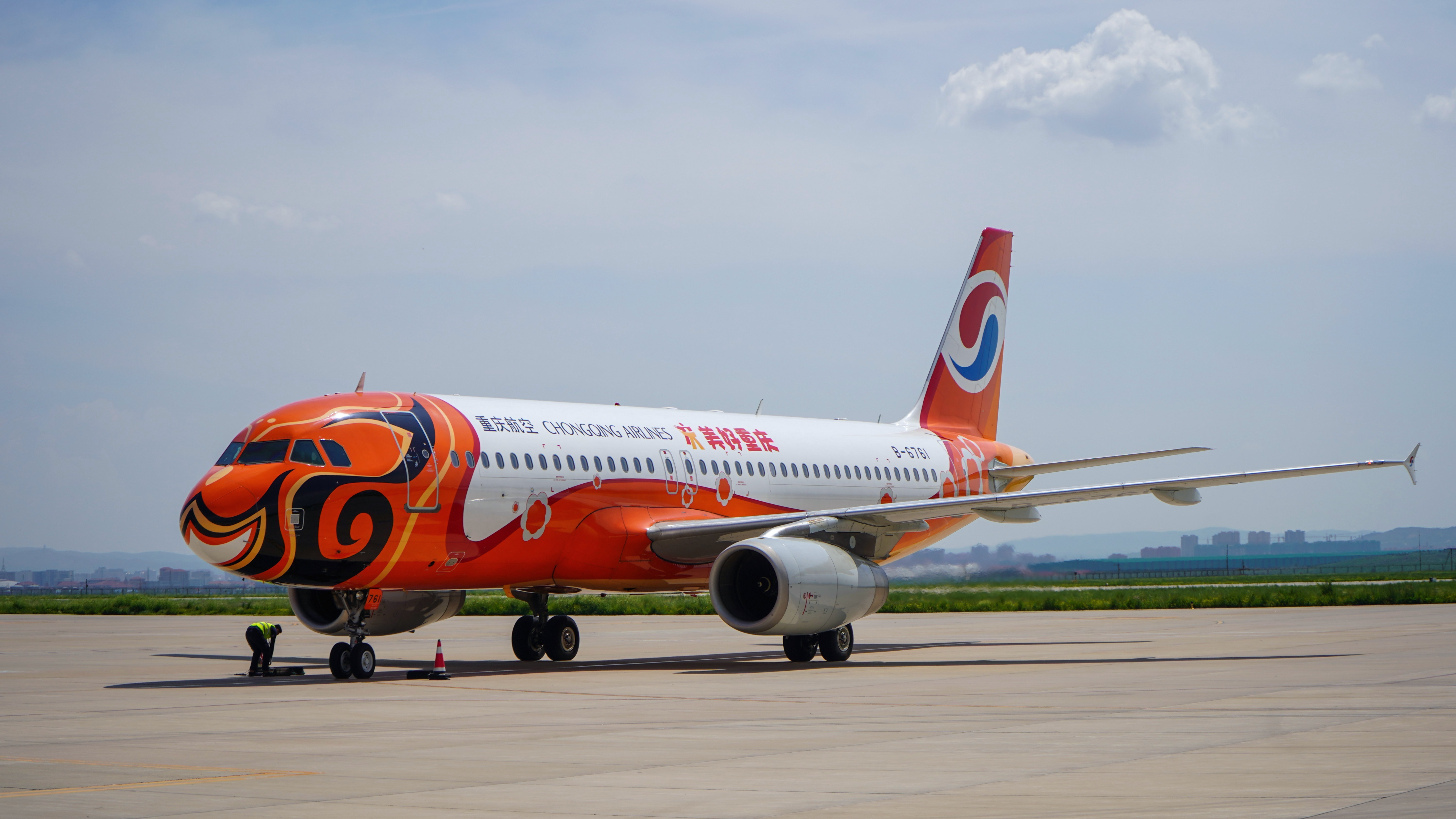
重庆航空A320-200（B-6761）美好重庆彩绘机于锡林浩特机场

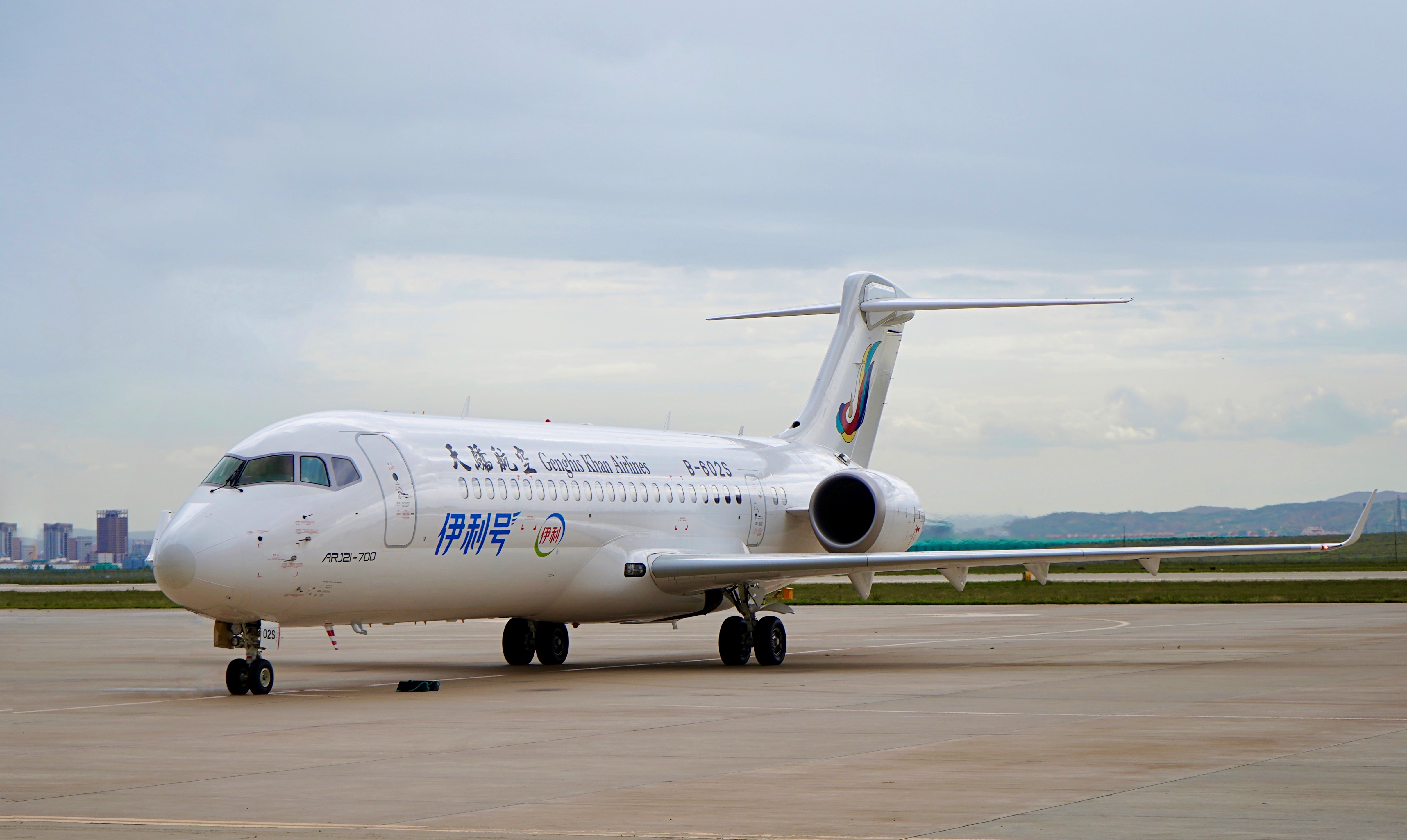
天骄航空ARJ21-700（B-602S）于锡林浩特机场

### 客运
- 2023-2024冬春航季

| 航空公司           | 目的地 |
| ------------------ | --- |
| 天津航空（GS）     | 呼和浩特、呼伦贝尔、鄂尔多斯、包头、通辽、乌兰浩特、巴彦淖尔、二连浩特、天津、西安（经呼和浩特/巴彦淖尔） |
| 华夏航空（G5）     | 呼和浩特、鄂尔多斯、包头、赤峰、通辽、乌兰察布、哈尔滨、重庆（经鄂尔多斯）、西安（经乌兰察布）            |
| 中国国际航空（CA） | 北京/首都、北京/大兴、呼和浩特、乌兰浩特、满洲里、上海/浦东（经呼和浩特）                                 |
| 成都航空（EU）     | 乌兰浩特、乌海、巴彦淖尔、郑州、成都/天府（经巴彦淖尔）                                                   |
| 首都航空（JD）     | 石家庄、海口（经石家庄）                                                                                  |
| 天骄航空（9D）     | 呼和浩特、呼伦贝尔                                                                                        |
| 中国联合航空（KN） | 北京/大兴                                                                                                 |
| 重庆航空（OQ）     | 呼和浩特                                                                                                  |

### 货运[10][11]
| 航空公司       | 目的地         |
| -------------- | -------------- |
| 顺丰航空（O3） | 杭州（季节性） |